# Max Lutz (Architekt, 1850)
Max Lutz (* 1850 wohl in Rosenheim; † 1910) war ein deutscher Architekt und Baumeister in Rosenheim.
Er war der Sohn des Rosenheimer Baumeisters Simon Lutz.

## Bauten und Entwürfe
- 1874–1878: Erweiterung des alten Friedhofs nach Westen mit Verlegung des von seinem Vater Simon Lutz erbauten Leichenhauses an die neue westliche Friedhofsbegrenzung; weitere Vergrößerung des Friedhofs (1897) nach Norden und Bau der noch heute bestehenden neoromanischen Aussegnungshalle[1]
- 1889: Bau eines großen Langhauses als Hauptschiff der Kirche des Kapuzinerklosters Rosenheim nach Plänen von Bruno Specht, Einweihung am 4. Oktober 1889[2]
- 1890: Neubau der Weizenmühle, seit 2004 unter dem Namen „Kunstmühle“ ein Geschäftshaus mit Café[3]
- 1893: Michael Kögl lässt auf dem Grundstück Ludwigsplatz 7 von Max Lutz einen dreigeschossigen Neurenaissancebau errichten.
- 1898–1899: Eckhaus Rathausstraße 10 / Am Anger für einen Arzt
- 1898–1899: mehrere Villen, Promenadenstraße 18–26 (heute Prinzregentenstraße), deren Stilformen vom Spätklassizismus über Neoromanik und Neobarock bis hin zum Jugendstil reichen[4]
- 1899: fünfgeschossiges Wohn- und Geschäftshaus Innstraße 14 in Neurenaissance-Architektur[5]
- 1903: zweigeschossiges Wohn- und Geschäftshaus an der Hofmannstraße für Albert Huber[6]